# Chloenopsis atlantica
Chloenopsis atlantica är en ringmaskart som först beskrevs av McIntosh 1885.  Chloenopsis atlantica ingår i släktet Chloenopsis och familjen Amphinomidae. Inga underarter finns listade i Catalogue of Life.